# Orlando (Soweto)

Orlando est un township situé dans la zone urbaine de Soweto, près de la ville de Johannesburg (Afrique du Sud).

## Historique
Le township a été fondé en 1931 et dénommé d'après Edwin Orlando Leake, maire de Johannesburg de 1925 à 1926. Il est divisé en deux zones principales, Orlando West et Orlando East.

## Population
C'est la zone la plus densément peuplée d'Afrique du Sud. Le recensement de 2011 comptabilise 68 210 habitants à Orlando-East et 40 603 à Orlando-West.

## Personnalités
- Nomsa Manaka, danseuse et chorégraphe sud-africaine.
- Patience Mthunzi-Kufa, physicienne sud-africaine.
- Lesego Rampolokeng, écrivain, dramaturge et poète.